# Kolumbianische Krawatte
Die kolumbianische Krawatte (spanisch: corte corbata), gelegentlich auch als  mexikanische oder sizilianische Krawatte bezeichnet, ist eine Hinrichtungs- und Foltermethode. 
Dem Opfer wird die Kehle im Bereich des Kehlkopfes horizontal aufgeschnitten und seine Zunge durch diesen Schnitt nach unten gezogen, so dass sie unterhalb des Kinns heraushängt. Hierzu wird die Zunge herausgelöst und mit der Speiseröhre herausgezogen (vgl. Lecker und Drossel beim Aufbrechen von Wild).
Journalistische, wissenschaftliche und literarische Berichte geben an, dass die kolumbianische Krawatte eine häufige Hinrichtungsmethode während La Violencia in Kolumbien gewesen sei.

## Populärkultur
Eine Darstellung der kolumbianischen Krawatte findet sich in der Fernsehserie Hannibal in Folge 11 der ersten Staffel. Die Figur Dr. Gideon tötet auf diese Weise einen Arzt. Eine weitere Erwähnung der kolumbianischen Krawatte findet man in den Serien Breaking Bad und Better Call Saul, jeweils in den Folgen zwei der ersten Staffel. Auch in den Spielfilmen Cusack – Der Schweigsame und Precious Cargo wird sie erwähnt. In der dritten Staffel von Z Nation wird in Episode 12 eine kolumbianische Krawatte bildlich dargestellt. In der zweiten Episode der dritten Staffel von Modern Family wird die Methode ebenfalls erwähnt. Auch in der Fernsehserie Farina – Cocaine Coast wird diese Hinrichtungsmethode dargestellt. Ferner taucht die „Corbata colombiana“ auch im Text des Titels „Multikulturell“ der deutschen Dark Metal-Band Nachtblut auf. 